# Mahanoy City
Mahanoy City es un borough ubicado en el condado de Schuylkill en el estado estadounidense de Pensilvania. En el año 2000 tenía una población de 4.647 habitantes y una densidad poblacional de 3,498.4 personas por km².

## Geografía
Mahanoy City se encuentra ubicado en las coordenadas 40°48′45″N 76°08′28″O / 40.81250, -76.14111.

## Demografía
Según la Oficina del Censo en 2000 los ingresos medios por hogar en la localidad eran de $24,347 y los ingresos medios por familia eran $32,033. Los hombres tenían unos ingresos medios de $29,628 frente a los $20,288 para las mujeres. La renta per cápita para la localidad era de $14,369. Alrededor del 17.4% de la población estaba por debajo del umbral de pobreza.